# Carterista

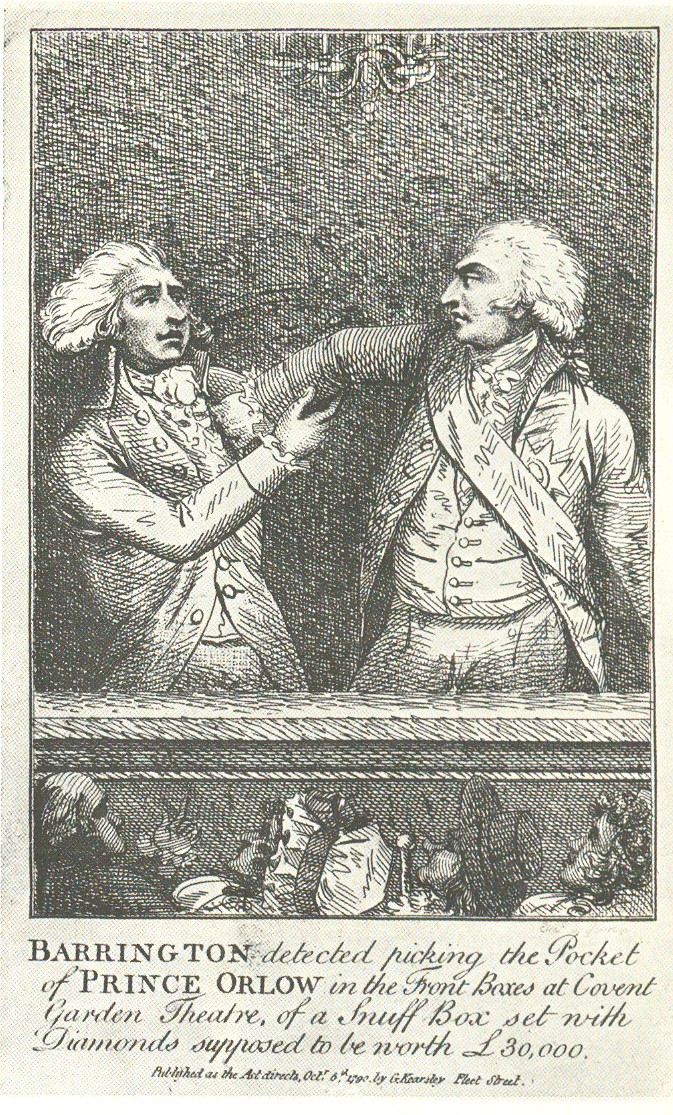
Grabado del mostrando al carterista George Barrington siendo sorprendido en acción.

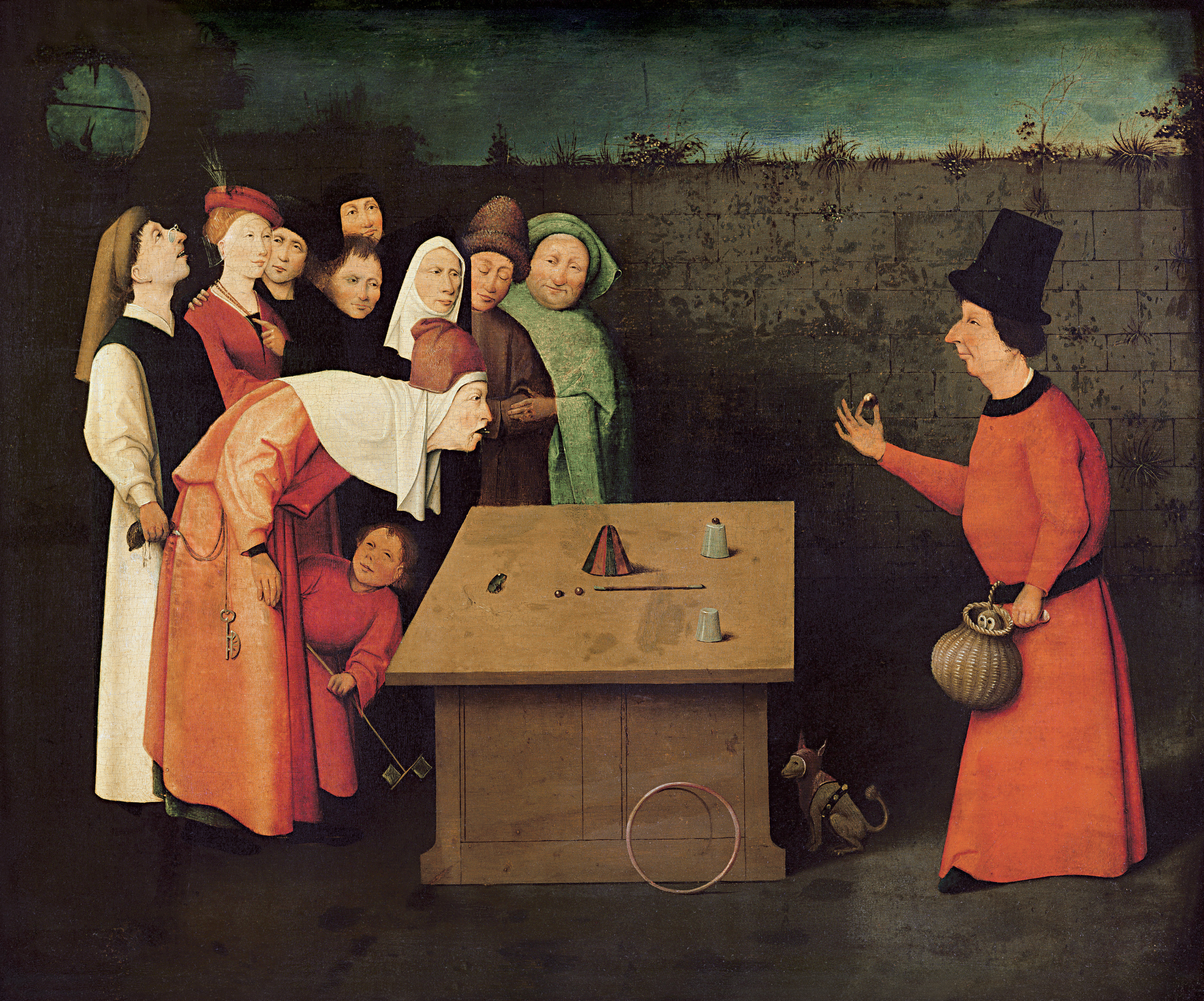
El Bosco: El prestidigitador, 1475-1480. Un carterista, compinchado con el prestidigitador, se muestra en acción en la izquierda del cuadro.

El carterista es aquel delincuente especializado en el robo de carteras de bolsillo y otros objetos que se suelen portar en bolsillos o bolsos, sin violencia y con la habilidad necesaria para evitar ser detectado su acto en los momentos inmediatos al hecho. Para evitarlos, algunos usuarios de carteras las unen a sus cinturones con pequeñas cadenas o las guardan en un bolsillo interior para que no se puedan alcanzar fácilmente sin notarlo el dueño. Otra estrategia contra los carteristas es sustituir la cartera de cuero tradicional por una cartera fina de diseño más nuevo, consiguiendo encubrir con eficacia las carteras a los carteristas. Algunos viajeros sustituyen las carteras por riñoneras para encubrir y para proteger más eficazmente sus pertenencias.
Dentro del mundo de la magia se ha extendido el término a aquellos ilusionistas que utilizan habilidades propios de los actos delictivos en sus espectáculos con un fin lúdico.

## Delincuencia
La diferencia entre los que ejercen el carterismo para robar y los atracadores reside en la sutileza con la que los primeros roban. Por lo general uno no sabe que ha sido robado hasta que se da cuenta tiempo después, mientras que los atracadores suelen valerse de la violencia y la intimidación .
Por ello que a los carteristas  se les llama en ocasiones «ladrones de guante blanco».

## Ilusionismo
Se denomina carterismo a una rama de la prestidigitación y el ilusionismo. 
El magocarterista debe poseer la habilidad no solo manual, sino verbal y gestual para poder distraer a su víctima mientras le «roba» sin que ésta se percate de ello. Para ello se valen de muchas técnicas, destacando la distracción, para mostrar su arte.
Los objetos más comunes a la hora de robar en un espectáculo de pickpocketing son: relojes, carteras, corbatas, cinturones, gafas, pañuelos, teléfonos móviles… es decir, cualquier objeto que pueda llevarse en los bolsillos tanto de la chaqueta o camisa, como de los pantalones.
Por lo general, este tipo de demostraciones suelen ser cómicas y hechas en escenario, por lo que el objeto es devuelto a la supuesta víctima al terminar el número.